# 密羽毛蕨
密羽毛蕨（学名：Cyclosorus densissimus）为金星蕨科毛蕨属下的一个种。

## 扩展阅读
- 維基物種上的相關：密羽毛蕨